# Изак Бивас
Изак Маир Бивас е български учен, физик, доктор на физическите науки, професор, ръководител на лаборатория „Течни кристали“ и заместник-директор на Института по физика на твърдото тяло към Българската академия на науките.

## Научни интереси
Занимава се с теоретично и експериментално изследване на механичните, електричните, и реологични свойствата на двумерни и тримерни течнокристални системи. Има научни публикаации както в български, така и в чуждестранни научни списания.

## Кратка биография
Изак Маир Бивас е роден на 12 март 1950 г. Завършва висше образование през 1974 г., защитава докторантура през 1981 г., става доктор на физическите науки през 2005 г. и професор през 2006 г. Участва с доклади в над 30 международни конференции. За период от три години води аудиторни упражнения по обща физика към Физическия факултет на Софийския университет. Участва в четири международни проекта. Член е на Съюза на физиците в България. По повод Деня на народните будители на 1 ноември 2020 г. Управителният съвет на Българската академия на науките награждава професор Бивас с грамота за значим индивидуален принос за оформяне на H-индекса на БАН